# Чорбог (Кулобський район)
Чорбо́г (тадж. Чорбоғ) — село у складі Хатлонської області Таджикистану. Входить до складу Кулобського джамоату Кулобського району.
Назва означає чотири сади. Колишні назви — Батирхан, Шакархон.
Населення — 4520 осіб (2010; 3716 в 2009).